# Trialbike

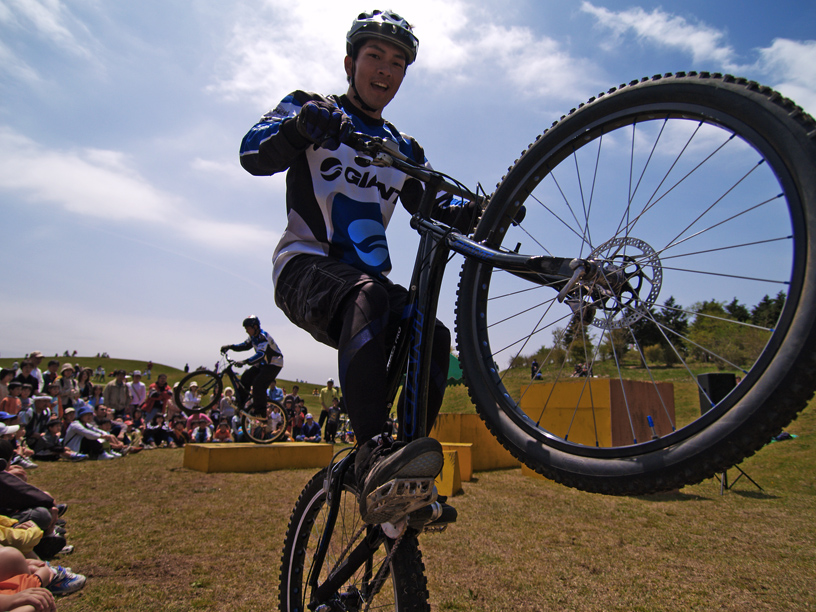
Trialbikers in actie.

Biketrial, ook wel trialbiking genoemd, is een vorm van wielersport.
Biketrial is eigenlijk een huwelijk tussen motortrial en mountainbike, want dat zijn de basisbeginselen van een van de huidige offroadbikedisciplines. Oorspronkelijk waren het motorrijders die op het idee kwamen om talent voor motortrial aan te kweken door jongelui te laten oefenen op BMX en mountainbike. Trial biking is een fietssport die gericht is op het nemen van hindernissen. Te denken valt dan aan stoepranden, olievaten, modderpoelen, boomstammen en zelfs auto’s. Het is de bedoeling dat de trialbiker tijdens het nemen van deze hindernissen de voeten niet op de grond zet. Het vergt erg veel balans en behendigheid om dit te kunnen doen. Deze vaardigheden kunnen enorm goed van pas komen bij andere vormen van fietsen, zoals in het dagelijks leven en op de racefiets of mountainbike. 
Deze sport kan overal worden beoefend, gewoon op straat, maar bijvoorbeeld ook in competitie.

## Geschiedenis
Eddy Kesler was in de periode van 1973-1980 kampioen motortrial in Texas. Hij dacht er net zo over en trachtte jong talent voor de motortrial te interesseren via mountainbikes. Hij organiseerde de eerste lokale biketrials in 1980. Andere bronnen beweren dat de allereerste fietstrials in Duitsland ontstonden rond 1974. 
Ook in Spanje zijn grondleggers van de discipline terug te vinden. Rond 1980 beoefende Pedro Pi voor het eerst trials. Pi ontwikkelde een nieuw soort fiets, de zogenaamde Monty of 20x20 Montesa-trialbike. Zijn zoon Ot Pi werd een van de belangrijkste rijders in de geschiedenis van de trial en heeft verschillende wereldtitels op zijn palmares staan.
Kevin Norton een motortrialer uit Californië, domineerde de nationale competitie midden jaren tachtig en ging als eerste Amerikaan naar Europa om het op te nemen tegen de beste trialriders ter wereld. Bij zijn terugkeer naar de VS introduceerde Kevin allerlei nieuwe technieken in de sport.
In 1986 won de negentienjarige Ryan Young meteen zijn allereerste trialbikewedstrijd.
In 1987 werd de Spanjaard Ot Pi wereldkampioen. 
Tot de belangrijkste trialbikers behoren verder nog Kenny Belaey (B), Scot Nicol (Ibis), Tom Hillard (Specialized Bicycles), Mike Augsperger, Bill Grapevine, John Olsen, Bob Lawson, Greg Morin, Brent Mullin, Nelson Crouch, Dale Young, Yeti Bicycles, Maurice Tierney (Dirt Rag), Patrick family of Trials competition.

### Biketrial in Nederland
In Nederland wordt deze vorm van de wielersport vertegenwoordigd door de KNWU (als nationaal orgaan van de UCI). 